# أحمد بن عبد الكريم الأشموني
أحمد بن عبد الكريم بن محمد بن عبد الكريم الأشموني الشافعي المقرئ الفقيه من علماء القرن الحادي عشر، هو صاحب منار الهدى وهو من أشهر كتب المتأخرين. وله القول المتين في أمور الدين. لم يظفر له بترجمة كافية (تاريخ الأدب العربي لكارل بروكلمان 8 / 225 ومعجم المطبوعات العربية والمعربة لسركيس 1 / 452 وعنهما معجم المؤلفين لعمر كحالة 1 / 275) تنبيه: جاء اسمه عند بروكلمان: أحمد بن محمد بن عبد الكريم بن محمد بن أحمد بن عبد الكريم: وجاء اسمه عند سركيس أحمد بن عبد الكريم بن محمد بن عبد الكريم. والصحيح في اسمه ما عند سركيس.